# Port lotniczy Kayes
Port lotniczy Kayes (IATA: KYS, ICAO: GAKY) – port lotniczy położony w Kayes, w Mali.

## Linie lotnicze i połączenia
| Linia Lotnicza | Kierunek  |
| -------------- | --------- |
| Sky Mali       | 1. Bamako |